# Joren Hans
Joren Hans is een Nederlandse muzikant, illustrator en tatoeëerder afkomstig uit Meppel. Hij is voornamelijk bekend als drummer van de punkband De Vopo's en is daarnaast actief in diverse andere muzikale projecten, met name in de bluegrass-scene.

## Levensloop
Hans is afkomstig uit Meppel en is een actief en veelzijdig lid van de lokale en regionale culturele scene. Naast zijn muzikale carrière heeft hij zich ontwikkeld als beeldend kunstenaar, wat tot uiting komt in zijn werk als illustrator en tatoeëerder.

## Carrière

### Muziek
Hans' muzikale werk kenmerkt zich door een brede interesse in genres, variërend van punk tot traditionele Amerikaanse rootsmuziek.

#### De Vopo's
In 2015 trad Hans toe als drummer tot de legendarische Zwolse punkband De Vopo's, opgericht in 1977. Hij volgde drummer Michel Drosten op na diens overlijden. Met zijn komst kreeg de band weer een stabiele en krachtige ritmesectie, waarmee ze tot op heden optreden in binnen- en buitenland.1

#### Bluegrass-projecten
Naast zijn werk in de punkscene is Hans diep geworteld in de bluegrass- en old-time-muziek. Hij is of was lid van meerdere formaties in dit genre:
Pine Needle MinersIn deze band, die voornamelijk klassiekers van Amerikaanse iconen als Hank Williams en Bill Monroe speelt, neemt Hans de banjo, gitaar en zang voor zijn rekening.2
Flat Mountain (ook wel Flatt Mountain)Een vijfkoppige bluegrassband uit Meppel waar Hans deel van uitmaakt. De band ontstond als een gelegenheidsformatie maar groeide al snel uit tot een veelgevraagde act op lokale en regionale podia.3

### Illustratie en kunst
Als illustrator heeft Hans een herkenbare stijl ontwikkeld. Hij werkte meermaals samen met de Meppeler schrijver Reinier van Delden, voor wie hij diverse boekomslagen ontwierp, waaronder die voor de bundel "Flierefluiten". Hun samenwerking resulteerde ook in de gezamenlijke expositie "Voor wie er even bij stilstaat" in de bibliotheek van Meppel, waar Hans' illustraties en Van Deldens verhalen werden gecombineerd.4
In 2016 nam hij deel aan het project 'Skateboard Artists support Lyme Research', waarbij hij een uniek skateboard beschilderde voor een veiling ten bate van onderzoek naar de ziekte van Lyme.

### Tatoeages
Hans is tevens werkzaam als professioneel tatoeëerder bij een tattooshop.